# 馬里因斯科耶湖
58°49′16″N 28°32′47″E / 58.8210692°N 28.5464275°E
馬里因斯科耶湖（俄语：Марьинское озеро），是俄羅斯的湖泊，位於該國西北部，由普斯科夫州負責管轄，處於普柳薩區，面積0.089平方公里，集水區面積0.46平方公里，平均水深3.1米，最大水深6.3米。